# Sechs Bücher über den Staat

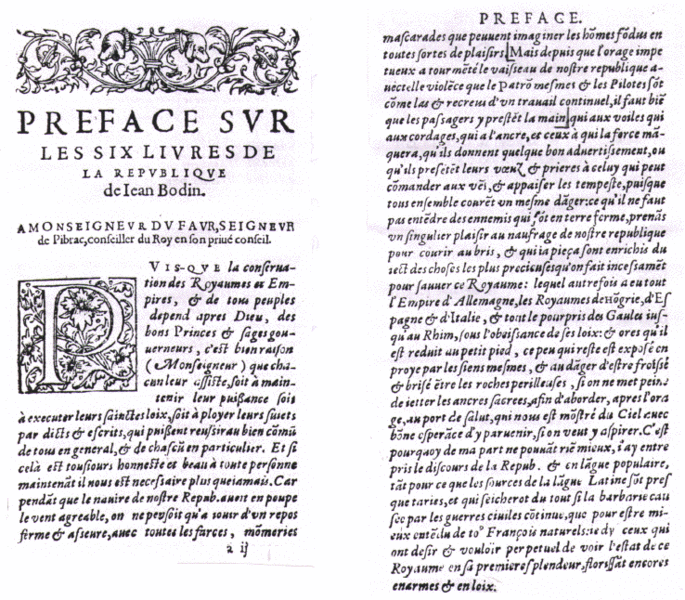
Vorwort der Sechs Bücher über den Staat

Die umfangreiche Schrift Sechs Bücher über den Staat oder Les six livres de la République erschien 1576 und ist das Hauptwerk des Juristen Jean Bodin. Sie gilt als das erste staatstheoretische Werk von Belang in französischer Sprache und als einer der Gründungstexte der Politikwissenschaft. Sie propagiert das Staatsideal einer Monarchie, die zwar durch bestimmte Faktoren legitimiert sowie auch gezügelt sein soll, dem Monarchen aber letztlich absolute Souveränität gewährt. Der Hintergrund ihrer Entstehungszeit ist das zweite Jahrzehnt der sogenannten Religionskriege, der Bürgerkriege zwischen Protestanten und Katholiken. Die Bürgerkriege brachen 1562 nach dem Unfalltod von König Heinrich II. aus und konnten nicht beigelegt werden. Die Monarchie unter den jungen Königen Franz II. (1559/60), Karl IX. (1560–1574), Heinrich III. (1574–1589) und ihrer sie dominierenden Mutter Katharina von Medici (gestorben 1589) agierte unentschlossen. Die Monarchie schlug sich aber häufig auf die Seite der Katholiken und verlor so in den Augen vieler Franzosen ihre Funktion und Legitimität als oberste Schlichtungsinstanz.

## Anlage der Schrift
Die Schrift war auch als Widerlegung der meist dem protestantischen Lager angehörenden Monarchomachen gedacht, die aus religiösen und politischen Gründen den Alleinherrschaftsanspruch der Fürsten und ihre uneingeschränkte Souveränität in Frage stellten und für quasi demokratische Staatsformen plädierten. Im Vorwort kritisiert Bodin aber auch den Staatsphilosophen Machiavelli, der mit seiner Theorie, dass ein Fürst in seinem Handeln einzig das Wohl seines Staates zu verfolgen habe, letztlich eine Tyrannenherrschaft propagiere.
Während Bodin in den ersten drei Büchern allgemeine Strukturelemente des Staates darstellt, beschreibt er in den beiden darauf folgenden Büchern spezifische Ausprägungen unter bestimmten historischen und geografischen Bedingungen. Im sechsten Buch plädiert er für die Harmonie und Gerechtigkeit in einer wohlgeordneten legitimen Monarchie. Dazwischen greift er aber in diversen Kapiteln unterschiedliche Aspekte seiner Staatstheorie immer wieder auf.
Die Sechs Bücher über den Staat weisen neben den staatstheoretischen Überlegungen auch einen enzyklopädischen Charakter auf, etwa zwei Drittel des Werkes bestehen aus historischen Beispielen, mit denen Bodin seine Ansichten untermauert. Trotz des enormen Umfangs erreichte das ursprünglich auf Französisch verfasste Werk eine große Leserschaft und wurde binnen weniger Jahre mehrfach neu aufgelegt und ergänzt. 1586 erschien eine von Bodin überarbeitete und erweiterte Neufassung in lateinischer Sprache.

## Inhalt

### Erstes Buch: Staat, Familie, Bürger und Souveränität
Den Staat definiert Bodin als „durch die dem Recht gemäß geführte, mit souveräner Gewalt ausgestattete Regierung einer Vielzahl von Familien und dessen, was ihnen gemeinsam ist.“ Die Hauptmerkmale des Staates sind also die Souveränität, verstanden als höchste Befehlsgewalt, die Existenz von Familien und die von den Familien geteilte Dinge. Darüber hinaus muss der Staat über ein genügend großes Territorium für alle Einwohner verfügen, um diese ernähren, unterbringen und schützen zu können.
Eine Familie ist für Bodin die dem Recht gemäße Führung dem Familienoberhaupt untergebener Personen einschließlich ihres Besitzes. Die Familie ist für ihn sogleich Ursprung und Fundament des Staates, und die Haushaltsführung durch das Familienoberhaupt soll dem Staat Vorbild für die Regierungsgeschäfte sein. So wie es einen privaten Bereich gibt, wo die Hausherren Befehlsgewalt gegenüber Frauen, Kinder und Bediensteten ausüben, muss es auch einen öffentlichen Bereich geben, der zum Staat gehört und über den der Souverän herrscht. In der Öffentlichkeit treten die Familienoberhäupter als Gleiche unter Gleichen auf und werden zu Bürgern, also zu „freien Untertanen“, die unter der Herrschaftsgewalt des Souveräns stehen. Zu den unfreien Untertanen zählt Bodin Frauen, Kinder, Sklaven und Fremde.
Unter Souveränität versteht Bodin die höchste Befehlsgewalt im Staat, was sich insbesondere durch das uneingeschränkte Gesetzgebungsrecht auszeichnet. Die Souveränität wird vom Herrscher absolut und dauerhaft ausgeübt, die Staatsbürger haben den Befehlen des Souveräns, den Bodin als Statthalter Gottes auf Erden betrachtet, unbedingt Folge zu leisten. Über dem souveränen Herrscher stehen nur Gott und die Naturgesetze.
Die Stände dürfen den Herrscher zwar beraten und können Empfehlungen aussprechen, die Letztentscheidungsgewalt liegt aber beim Souverän. Als Gesetzgeber ist dieser grundsätzlich nicht an die Einhaltung seiner eigenen Gesetze gebunden, aus politischen Erwägungen, so Bodin, sollte er sich aber daran halten. Kein Staatsbürger kann aber die Gesetzestreue vom Herrscher einfordern. Dieser ist nur an Verträge mit anderen souveränen Fürsten gebunden und dazu verpflichtet, öffentliche Versprechen, die er Untertanen gegeben hat, einzuhalten. Weitere Einschränkungen seiner Befehlsgewalt ergeben sich im Bereich der Steuern und des Privatbesitzes. Außer in Notsituationen darf selbst der Souverän dem Volk nicht nach Belieben Steuern auferlegen oder den Besitz eines Untertanen konfiszieren.
Bodin führt im ersten Buch verschiedene Merkmale und Rechte fürstlicher Souveränität auf. Dazu gehören neben dem erwähnten Recht, unbegrenzt Gesetze für alle und jeden zu erlassen, das Recht, über Krieg und Frieden zu entscheiden, die obersten Amtsträger zu ernennen, höchste Rechtsinstanz zu sein, über Begnadigungen zu verfügen, Treue und Gefolgschaft einzufordern, Münzen zu prägen, Maße und Gewichte zu bestimmen und Privilegien zu gewähren. Im Gegenzug hat der souveräne Herrscher die Sicherheit seiner Untertanen, ihres Besitzes und ihrer Familien nach innen und nach außen zu gewährleisten.

### Zweites Buch: Staats- und Regierungsformen
Je nachdem, wer die Souveränität innehat, unterscheidet Bodin zwischen drei verschiedenen Staatsformen: „Wenn die Souveränität bei einem Fürsten allein liegt, so sprechen wir von einer Monarchie; hat das ganze Volk daran teil, nennen wir diesen Staat eine Demokratie; verfügt nur ein Teil des Volkes darüber, wird der Staat als Aristokratie bezeichnet.“ Anders als ältere Staatstheoretiker wie Platon oder Cicero verwirft Bodin die Auffassung, es könne Mischformen dieser drei Staatsformen geben. Einzig und allein die Regierungsform kann laut Bodin in einer der drei Staatsformen unterschiedlich ausgeprägt sein.  Er unterscheidet legitim, despotisch und tyrannisch regierte Staaten. Auch kann z. B. eine Monarchie demokratisch regiert werden, ohne gleich die Staatsform Demokratie aufzuweisen. Dies ist dann der Fall, wenn der souveräne Fürst öffentliche Ämter und Ehrungen gleichermaßen den Untertanen ungeachtet ihrer Leistung oder ihres Vermögens angedeihen lässt.
| Souverän |              |
| Einer    | Monarchie    |
| Wenige   | Aristokratie |
| Alle     | Demokratie   |

| legitime Herrschaft    |
| despotische Herrschaft |
| tyrannische Herrschaft |

Als Verfechter der Monarchie legt Bodin sein Hauptaugenmerk auf die Regierungsformen der Monarchie. Den Idealstaat setzt er mit der legitimen Monarchie gleich, wo die Untertanen den Gesetzen des Fürsten folgen und dieser sich wiederum an die Naturgesetze hält, und die natürliche Freiheit und das Recht auf Eigentum garantiert sind. In einer despotischen Monarchie ist der Herrscher durch einen Eroberungskrieg zum Herr über seine Untertanen geworden und regiert nun über sie wie das Familienoberhaupt über seine Sklaven. Von einer tyrannischen Monarchie spricht Bodin, wenn der Fürst die Naturgesetze missachtet und sich des Eigentums seines Volkes bemächtigt. Als Tyrannen bezeichnet er denjenigen, der sich aus eigener Machtvollkommenheit ohne Wahl, Erbfolge oder einen gerechten Krieg zum souveränen Herrscher aufgeschwungen hat. Selbst wenn dieser gegen natürliches und göttliches Recht verstößt und Grausamkeiten jeder Art begeht, gesteht Bodin den Untertanen nicht das Recht zu, sich gegen einen souveränen Tyrannen zu erheben, da jene sich ansonsten des Hochverrats schuldig machen würden. Nur ein ausländischer Souverän dürfe gegen einen Tyrannen vorgehen und ihm den Prozess machen, der Untertan könne sich dem tyrannischen Herrscher nur verweigern, in dem er flieht, sich versteckt hält oder Selbstmord begeht.
Auch wenn Bodin sich in seinen Sechs Büchern über den Staat immer wieder für die legitime Monarchie starkmacht, ist er doch aufgrund seiner praktischen Staatstätigkeit gewahr, dass selbst ein gottesfürchtiger und edelmütiger Herrscher als Souverän, der über sich nur noch Gott weiß, im Amt nur schwer seine Tugendhaftigkeit bewahren kann.

### Drittes Buch: Magistrate und Stellvertreter des Souveräns
Das dritte Buch handelt überwiegend von den Möglichkeiten des Souveräns, seine Macht an Stellvertreter, die so genannten Magistrate, zu delegieren, um überall seine Herrschaft ausüben zu können. „Der Magistrat erhält seine Macht zuerst von Gott und dann vom souveränen Fürsten, an dessen Gesetze er immer gebunden bleibt. Die einzelnen Untertanen anerkennen nach Gott […] ihren souveränen Fürsten, seine Gesetze und Magistrate, jeden in seinem Zuständigkeitsbereich.“
Solange der Befehl des Fürsten nicht gegen das Naturrecht verstößt, sind die Magistrate verpflichtet, dem Willen des Herrschers Folge zu leisten. Die Magistraten sind dem Souverän absoluten Gehorsam schuldig und können ihrerseits den Untertanen Anweisungen erteilen. Sie sollen kontrollieren, dass sich die Staatsbürger an die Gesetze halten und für Recht und Ordnung in den Städten und Provinzen sorgen. Verstoßen die Untertanen gegen das vom Souverän gesetzte Recht, haben sie die Macht Bürger zu verurteilen und zu bestrafen.

### Viertes Buch: Staatsgründung, Wandel und Verfall
Bodin denkt sich die Zeit vor der Staatsbildung als einen vom Kampf der Familien geprägten Naturzustand, ähnlich der später von Thomas Hobbes geprägten Formel des Kampfes aller gegen alle. Bei Bodin sind die entscheidenden Akteure allerdings die Familienoberhäupter, also die Männer, die einer Familie vorstehen und über diese herrschen. Nicht die Individuen bekriegen sich im Naturzustand, sondern die Familien kämpfen gegeneinander und schließen Bündnisse untereinander.
In Bodins Theorie „entsteht ein Staat durch die Macht der Stärksten oder durch die Einwilligung der einen, die sich freiwillig den anderen unter Aufgabe ihrer Freiheit unterwerfen.“ Entweder wird ein Staat folglich durch Gewalt ins Leben gerufen oder die Schwachen unterwerfen sich den Stärkeren, um von diesen beschützt und verteidigt zu werden.
Auf die Gründung folgt die Phase des Aufstiegs, in der sich der Staat nach innen und nach außen gegen Feinde und Gefahren absichert. Nach und nach nimmt er an Macht zu, bis er einen vollendeten Zustand, die Blütezeit, erreicht. Da es laut Bodin drei verschiedene Staatsformen gibt, existieren sechs Möglichkeiten des staatlichen Wandels: von der Monarchie zur Demokratie oder umgekehrt; von der Monarchie zur Aristokratie oder umgekehrt; von der Aristokratie zur Demokratie oder umgekehrt. Gleiches gilt für den Wandel der Regierungsformen. Als Ursachen der Veränderung eines Staatswesens nennt Bodin u. a. eine nicht geregelte Erbfolge, die einen Kampf der Mächtigen um die Staatsmacht mit sich bringt, soziale Unruhen aufgrund einer ungerechten Güterverteilung, extremer politischer Ehrgeiz einer Gruppierung, unzüchtiges Verhalten des Herrschers sowie Grausamkeit und Unterdrückung durch Tyrannenmacht.
Als gewichtigen Faktor eines stabilen Staatswesens betrachtet Bodin die Religion, die ein Fundament für die Macht des souveränen Herrschers, für die Ausführung der Gesetze, den Gehorsam der Untertanen und die Achtung der Magistrate bietet. Er spricht sich hierbei nicht für eine bestimmte (christliche) Religion aus, auch wenn er anmerkt, dass nur eine Wahrheit, einen Gott und eine Religion geben könne. Allerdings sei der größte Aberglaube weniger schlimm als der Atheismus.

### Fünftes Buch: Die Natur der Völker, Revolutionen und Kriege
Im fünften Buch über den Staat beschreibt Bodin u. a. die Besonderheiten und Unterschiede der Völker und was diese für den Aufbau der Staatsstrukturen bedeuten: „Es ist notwendig, dass eine weise Staatslenkung Veranlagung und Charakter des Volkes genau kennt, bevor irgendwelche Veränderungen des Staates und der Gesetze ins Auge gefasst werden. Denn eine der wichtigsten Grundlagen, vielleicht sogar die wesentlichste Basis von Staaten besteht in der Ausrichtung der Edikte und Ordonnanzen auf die Beschaffenheit des Ortes, der Personen und der Zeit.“
Der Hauptgrund für Revolutionen liegt gemäß Bodin in der ungleichen Vermögensverteilung im Staat, weshalb ein weiser Souverän die Gleichheit des Besitzes für seine Untertanen anstreben sollte, um eine Quelle des Friedens zu schaffen. Auf der anderen Seite könne Gütergleichheit aber auch zu Missgunst und Streit unter den Bürgern führen, da man um diesen Zustand erreichen zu können, die Reichen teilweise enteignen und deren Besitz an die Armen verteilen müsste. Bodin spricht sich daher nur für die staatliche Korrektur extremer Ungleichheit aus.
Obwohl Bodin den Staatslenkern rät, die Untertanen nur im Notfall zu Kriegern auszubilden, weil Soldaten den Frieden hassen, spricht er sich für einen beschränkten Waffendienst der Bürger aus, um den Staat vor Angreifern schützen zu können. Als bestes Mittel, um den eigenen Staat vor inneren Unruhen oder gar einem Bürgerkrieg zu bewahren, empfiehlt er die Schaffung eines äußeren Feindes, gegen den die Bürger gezwungen sind gemeinsam vorzugehen.

### Sechstes Buch: Die Vor- und Nachteile der Staatsformen
Im letzten Teil seines Hauptwerkes geht Bodin näher auf das allen Staatsbürgern Gemeinsame ein, zu dem er die  u. a. die öffentlichen Finanzen, das Staatsgut, die Staatsschulden, die Steuern und Zölle sowie das Münzwesen zählt.
Außerdem diskutiert er noch einmal ausführlich die Vor- und Nachteile der drei besagten Staatsformen. Für die Demokratie spricht in seinen Augen auf den ersten Blick, dass sie niemanden privilegiert und alle gleichmacht. Jeder hat Zugang zu den öffentlichen Ämtern und den gemeinsamen Besitz des Staates. Allerdings widerspricht die absolute Gleichheit aller Menschen, so Bodin, den historischen Erfahrungen und den Gesetzen der Natur, die die einen klüger und führungsstärker und die anderen schwächer und unterwürfiger machen. Darüber hinaus sei es um die Verwaltung des gemeinsamen Besitzstandes schlecht bestellt, da kein Staat so viele Gesetze und Magistrate aufweise wie eine Demokratie und das Privateigentum vergemeinschaftet würde, was gegen göttliche Gebote verstoße. Grundsätzlich betrachtet Bodin die Vielzahl der Herrscher in einer Demokratie als ihren größten Nachteil.
Die Vorteile einer aristokratischen Staatsform hingegen liegen für Bodin darin, dass die souveräne Befehlsgewalt nur den Adeligen, Reichen, und/oder Tugendhaftesten zufällt, nachteilig wirkt sich aber auch hier aus, dass die Macht in der Aristokratie geteilt werden muss.
Den eigentlich einzigen Nachteil einer Monarchie gegenüber einer Demokratie oder Aristokratie sieht Bodin in der Thronfolge, da mit dem Tod des Monarchen die Souveränität an seinen Nachfolger übergehen muss, wohingegen Aristokratien und Demokratien als Institutionen unsterblich sind. Der Tod des monarchischen Souveräns kann so zu kriegerischen Auseinandersetzungen  führen. Um solche Konflikte zu vermeiden, plädiert Bodin für die Erbmonarchie. Davon abgesehen vermeidet die legitime Monarchie alle Fehler der beiden anderen Staatsformen und stellt sich somit für Bodin als die einzig wahre und beste Staatsform dar. Nur ein einziger könne wahrhaftig im Staat souverän sein und endgültige Entscheidungen treffen, was die Geschichte und die Naturgesetze beweisen würden. Dies schließt allerdings nicht aus, dass in einer monarchischen Staatsform aristokratische oder demokratische Regierungsformen keine Anwendung finden können, diese sind im Gegenteil sogar erwünscht: „Ein weiser König folgt darum bei der Regierung seines Königreiches dem Gedanken der Harmonie und verbindet sorgfältig Adlige und Gemeine, Reiche und Arme […].“

## Ausgaben
- Über den Staat. Übersetzt von Gottfried Niedhart. Ditzingen: Reclam, 1986, ISBN 3-15-009812-2
- Respublica, Das ist: Gründtliche und rechte Underweysung, oder eigentlicher Bericht, in welchem außführlich vermeldet wird, wie nicht allein das Regiment wol zubestellen … Alles so wol auß Göttlichen, als Weltlichen Rechten, […] in sechs Bücher verfasset […]. Mümpelgard 1592. (Digitalisat)